# Ammoxenus kalaharicus
Ammoxenus kalaharicus är en spindelart som beskrevs av Benoit 1972. Ammoxenus kalaharicus ingår i släktet Ammoxenus och familjen Ammoxenidae. Inga underarter finns listade i Catalogue of Life.